# Ibrahim II
Ibrahim II (arabe : أبو إسحاق إبراهيم الثاني), né le 27 juin 850 et mort le 23 octobre 902, est le neuvième émir de la dynastie des Aghlabides régnant sur l'Ifriqiya de 875 à sa mort.

## Biographie
Il succède à son frère Aboul Gharaniq, mort en 875 après onze ans de règne, et hérite d'un royaume dépeuplé par la peste de 874. Pourtant, son règne est prospère : il fait édifier en 876 la nouvelle cité de Raqqada près de Kairouan et développe l'agriculture en instaurant un système moderne d'irrigation.
Toutefois, le déclin de la dynastie aghlabide commence au cours de son règne. Son règne connaît pourtant des succès militaires : il s'empare d'abord de la ville de Syracuse en 878 puis achève la conquête de la Sicile en 902.
Ibrahim II quitte Kairouan et s'installe à Tunis avec son gouvernement le 12 septembre 894. À cet effet, il fait édifier la kasbah à son emplacement actuel. La citadelle se trouve alors à quelques mètres de la médina de Tunis dont elle est séparée par un cimetière et les fortifications. Marquant son séjour à Tunis par de nombreux crimes, le souverain aghlabide rentre à Kairouan en 896. Les Tunisois profitent de son éloignement pour envoyer des plaintes motivées à Bagdad. Ces plaintes contribuent à décider le calife à imposer l'abdication d'Ibrahim II en faveur de son fils Abdullah II. Ibrahim se lance alors dans une guerre contre les Byzantins et meurt pendant une bataille durant l'invasion de la Calabre.
Dans le domaine de l'art et de l'architecture, Ibrahim II fait réaliser des travaux d'embellissements dans la grande mosquée de Kairouan.